# Starší římská kurzíva

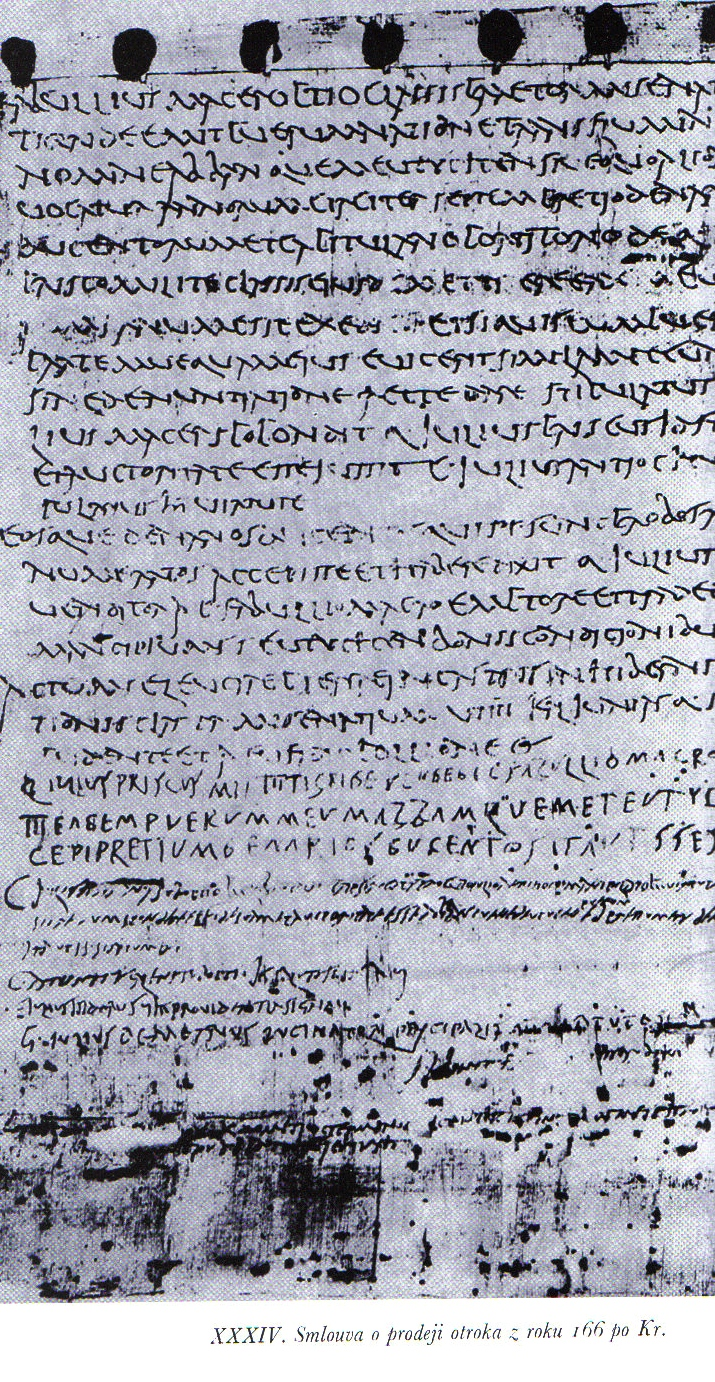
Ukázka starší římské kurzívy na papyru - smlouva o prodeji otroka z roku 166 n. l.

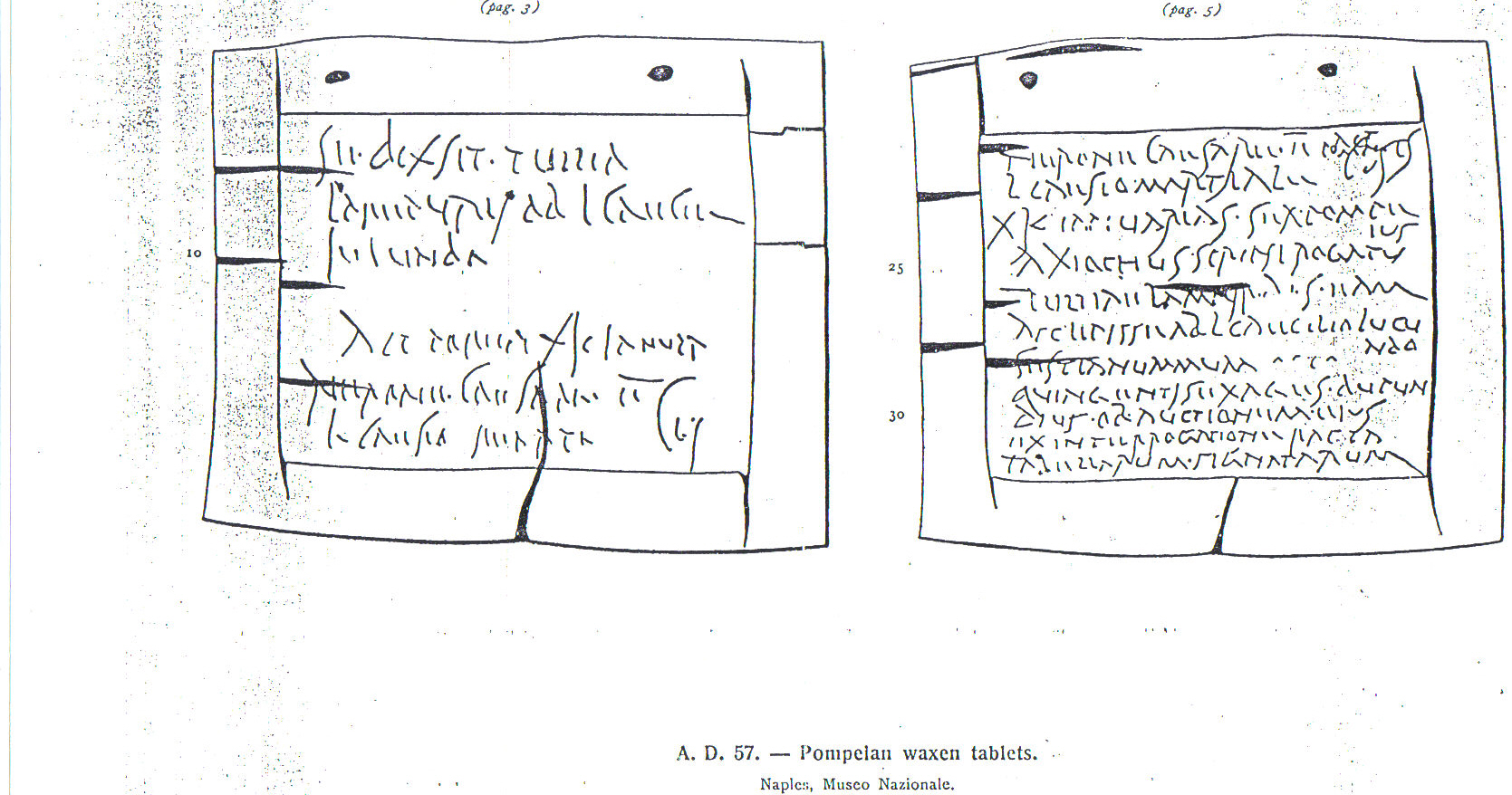
Ukázka starší římské kurzívy na voskových destičkách z Pompejí z roku 57 př. n. l.

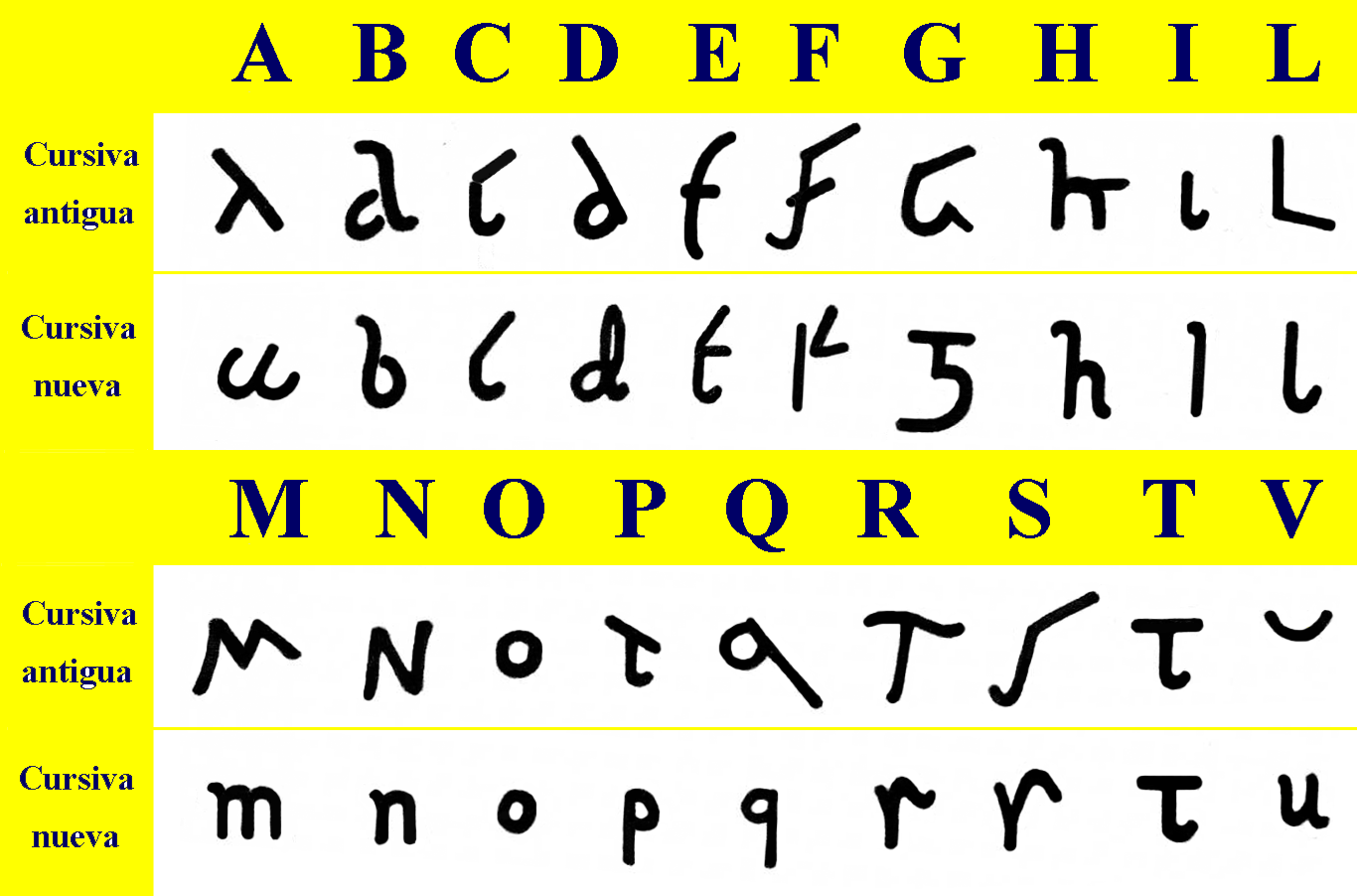
Starší a mladší římská kurzíva

Starší římská kurzíva (někdy označovaná jako majuskulní) je písmo užívané od 2. století př. n. l. do 4. století n. l. na území bývalé Římské říše. Stopy toho písma lze sledovat ještě v 7. století n. l. v kanceláři římských císařů.
Starší římská kurzíva prodělala poněkud složitější vývoj. Jedná se o jeden z prvních typů písma, který nebyl pouze písmem nápisovým, ale rovněž i písmem dokumentů. Do souboru tohoto prvního kurzívního písma tak lze zahrnout veškeré zběžněji psané texty, ať na už epigrafickém či paleografickém materiálu, od 2. století př. n. l. do 4. století n. l. V kanceláři římských císařů je pak ještě ojediněle užívána v 7. století n. l. Důležitý vliv, ne-li přímo zásadní měla na vznik první kurzívní formy kapitála aktuární a její knižní varianta kapitála rustická. Lze tedy rozdělit tato kurzívní písma do dvou větších skupin, na kurzívy vzešlé z písma nápisového a na kurzívy vzešlé z písma dokumentárního. Přesný popis rané formy, kterou někteří badatelé označují jako kapitální kurzíva, ztěžuje nedostatek dochovaného materiálu. Sice existuje větší množství epigrafických ukázek, ale poněkud stroze, až tristně jsou dochované památky na první paleografické psací látce, tedy papyru.
Starší římská kurzíva se začala formovat asi ve 2. století př. n. l., někteří badatelé dokonce uvádějí již 3. či 4. století př. n. l. Tato její kurzívnosti spočívala především ve zběžnosti, jakou byly tvořeny jednotlivé tahy liter. Jedná se tedy pouze o zjednodušenou kapitálu, kterou Luigi Schiaparelli označuje termínem kapitální kurzíva. Prvním dokladem takového zběžnějšího písma jsou nápisy z Pisaura ze 4. století př. n. l. Jde však pouze o jednodušeji napsanou kapitálu aktuární. Aby se zjednodušila a zároveň urychlila tvorba nápisových textů, docházelo k postupnému konstrukčnímu rozpadu liter na isolované tahy. Za novum lze považovat nejen konstrukční rozpad, který nebyl vždy konsekventní, ale také vertikalizaci šikmých isolovaných tahů. Tak vznikl známý tvar „M“, které se rozpadlo na čtyři vertikální tahy. Obdobně na tom byly také „N“ a „E“, rozpadnuvši se na tři respektive dvě vertikální čárky. Také grafém „F“ se skládal z jedné dlouhé a druhé krátké svislé linky. Se stejnou vertikalizační tendencí se lze setkat u oddělených dříků „L“ a „Y“, u odloučených bříšek „B“, „D“. Vzpřímenou formu přebírají i „C“ či „S“. Nedotknutelné tak zůstaly pouze tahy u „H“, „T“ a fakultativně se vyskytujícího „Z“. Takový stav je dochován na pompejských nápisech z 1. poloviny 1. století př. n. l. Naopak z pompejských voskových tabulek z druhé poloviny 1. století n. l. se dochovala již plně vyvinutá forma starší římské kurzívy epigrafických materiálů. Z těchto ukázek je patrné, že se během jednoho století upustilo od vertikalizovaných dříků, které zde byly nahrazeny reverzivním sklonem. Došlo zde ještě k několika tvarovým modifikacím, přesto se však toto písmo příliš nelišilo od památek z doby Sullovy. Novým tvarem se reprezentuje kupříkladu „B“, jehož obě odtržená bříška se transformují v šikmou linku, zatím co původní dřík se změnil v prohnutý oblouk. Tím došlo ke vzniku tvaru, připomínajícího obdobně zformované „d“, které nápadně připomíná dnešní minuskulovou verzi. Původně nedotčené písmeno „H“ se začíná měnit. Pravý horní dřík se postupně zkracuje a tím tak dochází k vytvoření dnešní minuskulové formy „h“. Za zcela vyvinutou starší římskou kurzívu se považuje písmo na tzv. sedmihradských (Dáckých) voskových tabulek z 2. století n. l. Od pompejských tabulek se liší spojitým psaním jednotlivých liter, což je navíc umocněno velkým počtem ligatur.
Z přechodného období starší římské kurzívy listinné se nedochovalo mnoho písemných památek, proto nelze zcela přesně zrekonstruovat postupné proměny tohoto písma. František Muzika se však domnívá, že průnik kurzívních tendencí proběhl dříve v listinném než v nápisovém písmu. Při tvorbě svislých tahů třtinovým perem (calamus) kladl papyrus značný odpor. To zapříčinilo, že se písaři snažili těmto tahům vyhýbat a spíše upřednostňovali zešikmenou formu. V dokumentárním písmu se lze setkat s přechodnou verzí starší římské kurzívy na papyrovém zlomku, známém pod názvem Carmen de bello Actiaco. Jedná se však pouze o zběžněji zformovanou rustickou kapitálu. Kurzívnímu charakteru se nejvíce podobá „A“ svým sklonem vpravo či unciálová obdoba „E“ a „H“. Na rozdíl od epigrafických památek nedošlo u starší římské kurzívy na papyru k vertikalizaci. Plně vyvinutá majuskulní kurzíva se nachází na papyrové listině Britského muzea, obsahující smlouvu o prodeji sedmiletého otroka Abbanovi z roku 166 n. l. ze Selucie. Vedle kapitálních liter se v textu nachází unciální kresba písmene „D“ a „E“. Jiné litery se zase blíží minuskulní podobě, „b“ a „r“. Velké množství ligatur, na rozdíl od fakultativního využití zkratkového systému, umožňovalo svižnější pohyb calamu po papyru a tím rychlejší vyhotovení textu. Vyspělá kurzíva se objevuje i na listu Aurelia Archelaa z 2. století n. l., kde se dokonce nachází tečky mezi slovy. Ty vedle funkce zkracovacího znaménka plnily roli mezer mezi slovy a naznačovaly pauzy při čtení textu.